# 野尻町
野尻町（のじりちょう）は、2010年3月22日まで宮崎県の中央部にあった町で、西諸県郡に属した。第三次総合長期計画に「一度は行ってみたい町、住んでみたい町、住んでよかった町」を掲げ、また、『フロンティア精神高揚実践の町』としても有名であった。
2010年3月23日に西に隣接する小林市に編入され、地域自治区「野尻町」となった。

## 地理
東西に長く、南北に短い地形で、北側は九州山地につながる山並みで中央はいくつかのシラス台地を形成し、南は岩瀬川・大淀川に境界が及ぶ北高南低の地形である。
- 河川：大淀川・岩瀬川
- ダム：岩瀬ダム
- 湖沼：野尻湖（岩瀬ダム湖（人造湖））

## 歴史
日向国設置当初は諸県郡に属し、延喜式には駅のひとつ「野後」として記されている。鎌倉時代には島津荘に属した。戦国時代には伊東氏の支配下にあったが1577年に島津氏に支配された。江戸時代は薩摩藩領となり、野尻外城（郷）として統治された。
廃藩置県後は鹿児島県→美々津県→都城県→宮崎県→鹿児島県を経て1883年に宮崎県所属となり（このときに諸県郡は南北に分割され野尻郷は北諸県郡に属す）、翌1884年に北諸県郡の分割により西諸県郡に属した。

### 近現代
- 1889年5月1日 - 町村制施行により、東麓村・三ケ野山村・紙屋村を合併して野尻村が発足。
- 1948年4月1日 - 村域の一部を分割し、紙屋村が発足。
- 1955年2月11日 - 野尻村・紙屋村が対等合併し、野尻町が発足。
- 2010年3月23日 - 小林市に編入合併され、同市の地域自治区「野尻町」となる。

## 行政
- 町長：長瀬道大（4期目）2007年3月 - 2010年3月
- 都市計画法・山村振興法のどちらの適用も受けていない数少ない自治体。

## 産業
- 主な産業：農業・林業
- 特産品：メロン・マンゴー

## 姉妹都市

### 国内
- 能登町（石川県鳳珠郡）※旧鳳至郡能都町

## 地域

### 教育
中学校
- 野尻町立野尻中学校
- 野尻町立紙屋中学校

小学校
- 野尻町立野尻小学校
- 野尻町立栗須小学校
- 野尻町立紙屋小学校

幼稚園
- 野尻町立野尻幼稚園

## 交通
- 最寄り空港は宮崎空港。
- 最寄り鉄道駅は小林駅

### バス路線

#### 一般路線バス
- 宮崎交通
  - 宮崎空港 - 宮崎市 - 高岡町 - 野尻町 - 小林市

### 道路

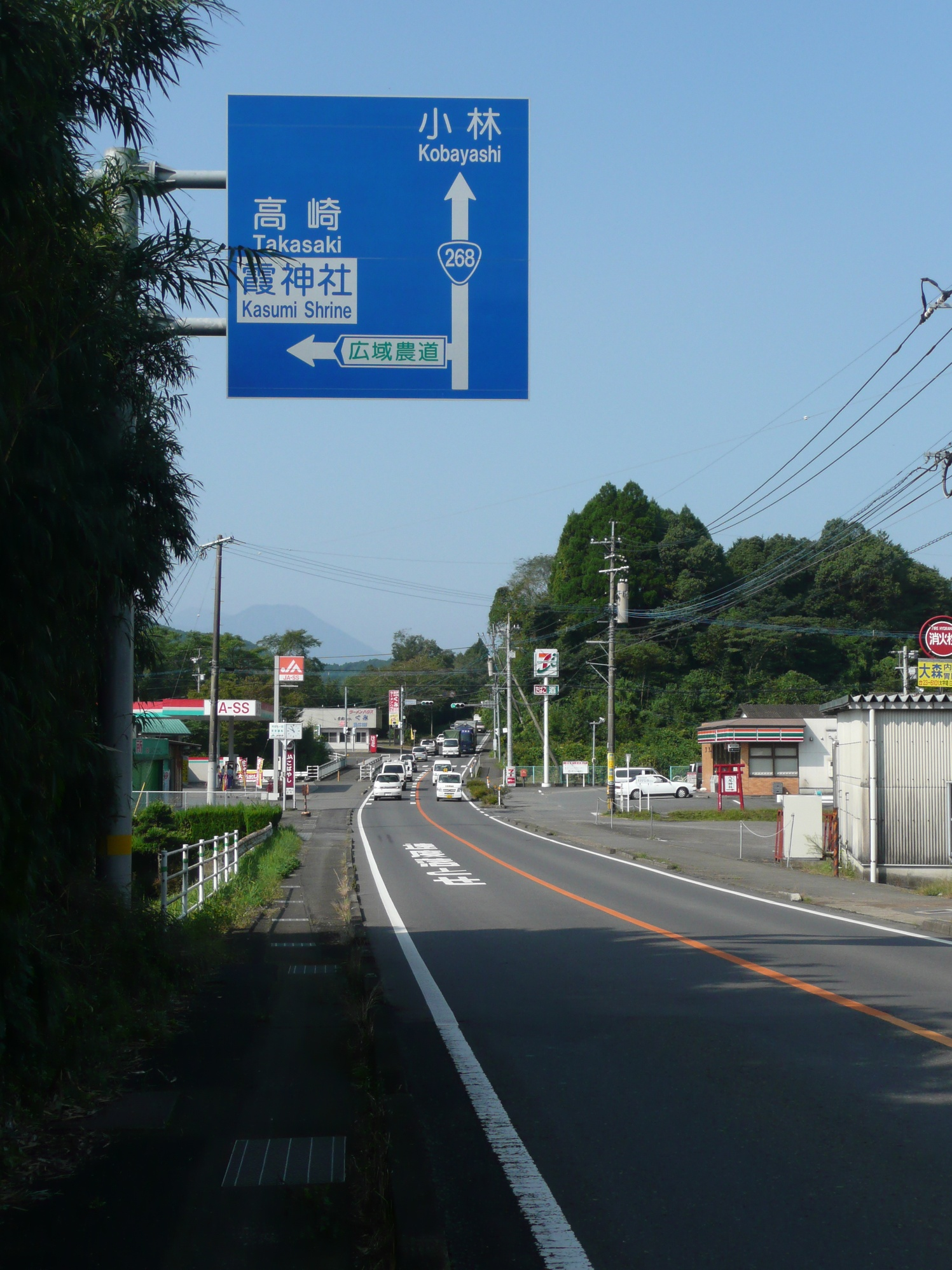
町内を横断する国道268号

高速道路の最寄りインターチェンジは宮崎自動車道高原インターチェンジ。
一般国道
- 国道268号 - 町内を横断する幹線道路。小林・えびのと宮崎市を結ぶ。

県道
- 宮崎県道29号高原野尻線
- 宮崎県道42号都城野尻線
- 宮崎県道401号奈佐木高岡線

道の駅
- ゆ〜ぱるのじり

## 名所・旧跡・観光スポット・祭事・催事

### 名所・旧跡・観光スポット
- のじりこぴあ
- 観光バラ園「ブルーミングローズ」
- 萩の茶屋

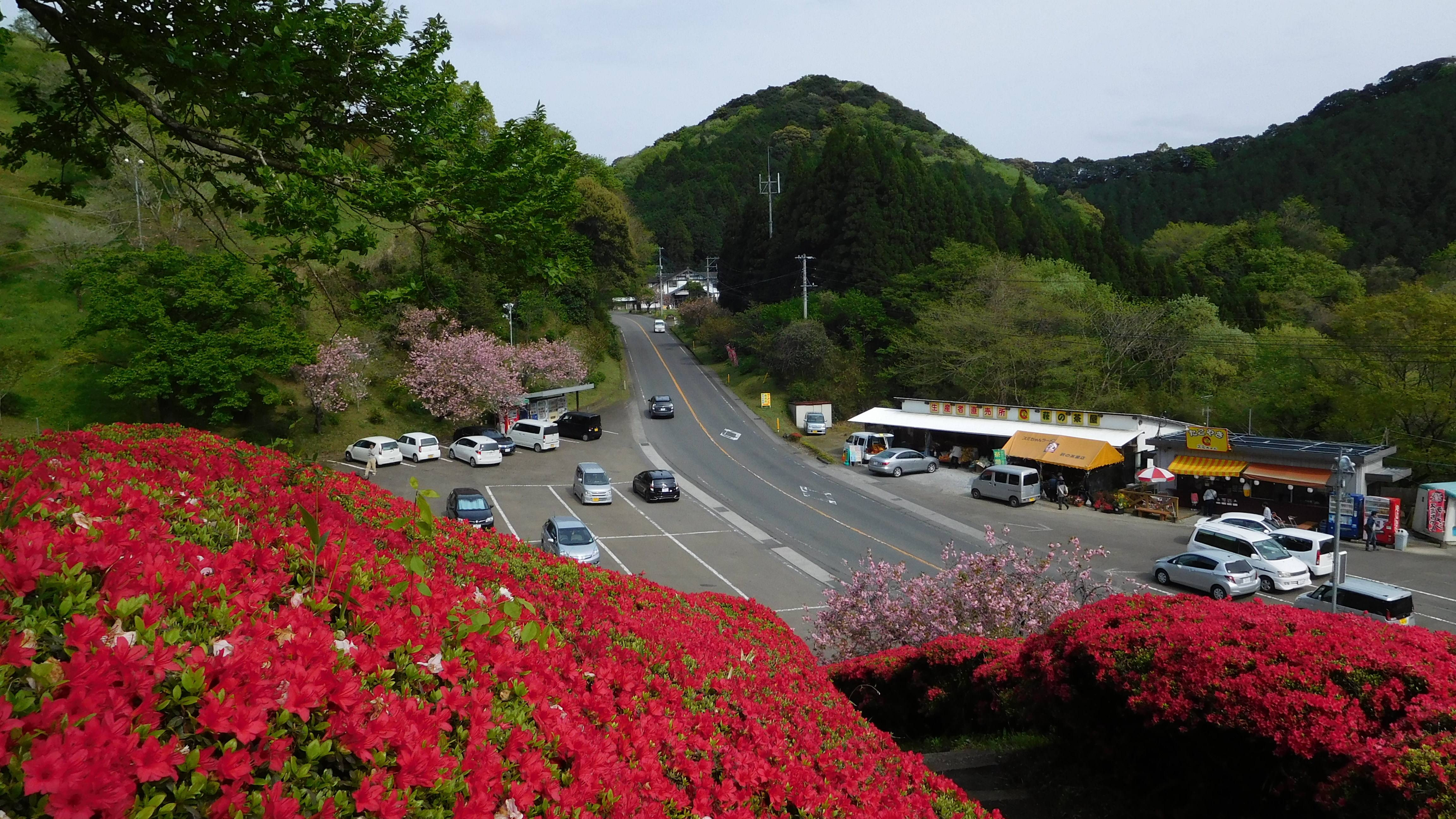
萩の茶屋

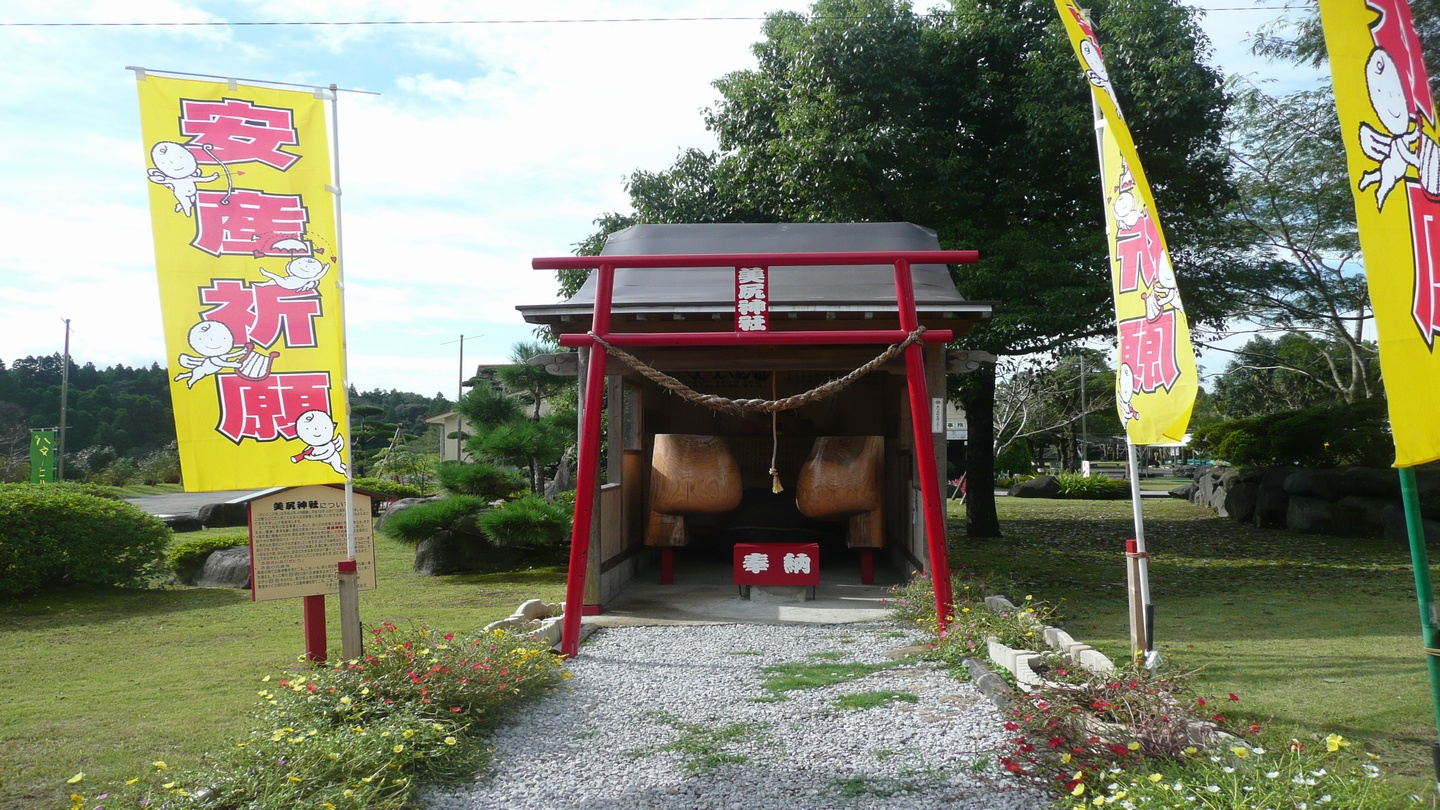
美尻神社（のじりこぴあ）

- 宮崎県総合農業試験場「薬草・地域作物センター」
- 大塚原公園
- 野尻湖キャンプ村
- 歴史民俗資料館
- 東麓石窟仏
- 東麓磨崖仏
- 池ノ原一里塚
- 漆野原一里塚
- 野尻城址
- 紙屋関所跡
- 大萩古墳
- 九ッ塚古墳
- 伊集院忠真の墓

### 祭事・催事
- 野尻ロードレース大会 - 1月最終日曜日開催
- ハーブ祭り - 4月下旬開催
- メロンフェア - 5月下旬開催
- のじり湖祭 - 8月開催

## 出身有名人
- 井手正太郎 - プロ野球選手・横浜DeNAベイスターズ外野手
- 大迫明伸 - ソウルオリンピック柔道競技男子86kg級銅メダリスト

## 参考資料
- 町のあゆみ・歴史 - 野尻町公式サイト